# Заколдованное место
«Заколдо́ванное ме́сто» — повесть Николая Васильевича Гоголя из цикла «Вечера на хуторе близ Диканьки».

## История публикации
Напечатана впервые в 1832 году во второй книжке «Вечеров на хуторе близ Диканьки». Рукопись неизвестна. Её отсутствие делает невозможной точную датировку произведения. Опираясь на то, что «Заколдованное место» снабжено тем же подзаголовком «Быль, рассказанная дьячком ***ской церкви», которым помечены «Вечер накануне Ивана Купала» и «Пропавшая грамота», и изложено в той же манере, предполагается, что это произведение принадлежит к группе ранних повестей «Вечеров» и написано в 1829—1830 годах. В повести сплетаются два основных мотива: добывание клада и действия чертей в «обманных» («обморочных», «заколдованных») местах.

## Сюжет
Рассказчик объясняет, 

Повествование относится к тому времени, когда он был ещё ребёнком. Отец с одним из сыновей уехал в Крым продавать табак, оставив дома жену и трёх сыновей да деда стеречь баштан — дело прибылное, проезжих много, а всего лучше — чумаки, что рассказывали диковинные истории. Как-то к вечеру приходит несколько возов с чумаками, да все старинными дедовыми знакомцами. Перецеловались, закурили, пошёл разговор, а там и угощение. Потребовал дед, чтоб внуки плясали, гостей потешили, да недолго терпел, сам пошёл. Плясал дед славно, такие кренделя выделывал, что диво, покуда не дошёл до одного места, близ грядки с огурцами. Здесь ноги его стали. Бранился, и снова начинал — без толку. Сзади кто-то засмеялся. Огляделся, а места не узнает: и баштан, и чумаки — всё пропало, вокруг одно гладкое поле. Все ж понял, где он, за поповым огородом, за гумном волостного писаря. «Вот куда затащила нечистая сила!» Стал выбираться, месяца нет, нашёл в темноте дорожку. На могилке поблизости вспыхнул огонёк, и другой чуть поодаль. «Клад!» — решил дед и навалил для приметы изрядную ветку, поскольку заступа при себе не имел. Поздно вернулся он на баштан, чумаков не было, дети спали.
На следующий вечер, захватив заступ и лопату, направился он к попову огороду. Вот по всем приметам вышел в поле на давешнее место: и голубятня торчит, а гумна не видно. Пошёл ближе к гумну — пропала голубятня. А тут припустил дождик, и дед так и не нашёл места, прибежал с бранью обратно. Назавтра ввечеру пошёл он с заступом прокопать новую грядку, да, минуя проклятое место, где ему не танцевалось, в сердцах ударил заступом, — и оказался в том самом поле. Всё узнал он: и гумно, и голубятню, и могилку с наваленной веткой. На могиле лежал камень. Обкопав, дед отвалил его и хотел было понюхать табачку, как кто-то чихнул у него над головою. Осмотрелся — нет никого. Принялся дед копать и нашёл котёл. «А, голубчик, вот где ты!» — воскликнул дед. То же сказал и птичий нос, и баранья голова с верхушки дерева, и медведь. «Да тут страшно слово сказать», — пробормотал дед, а вслед за ним и птичий нос, и баранья голова, и медведь. Дед хочет бежать — под ногами круча без дна, над головой гора нависла. Дед бросил котёл, и всё стало по-прежнему. Решив, что нечистая сила только пугает, он схватил котёл и бросился бежать.
Об эту пору на баштане и дети, и пришедшая мать недоумевали, куда подевался дед. Отужинав, пошла мать вылить горячие помои, а навстречу ей бочка ползёт: видно, кто-то из детей, шаля, толкает её сзади. Мать плеснула в неё помоями. Оказалось, что это дед. Открыли дедов котёл, а в нём сор, дрязг и «стыдно сказать, что такое». С той поры заклялся дед верить чёрту, проклятое место загородил плетнём, а когда наняли поле под баштан соседние казаки, на заколдованном месте всходило такое, что и разобрать нельзя: арбуз не арбуз, тыква не тыква, огурец не огурец… чёрт знает что такое!